# Britain Prepared
Britain Prepared er en britisk stumfilm fra 1915 af Charles Urban.